# Nuncjatura Apostolska w Albanii
Nuncjatura Apostolska w Albanii – misja dyplomatyczna Stolicy Apostolskiej w Republice Albanii. Siedziba nuncjusza apostolskiego mieści się w Tiranie.

## Historia
12 listopada 1920 papież Benedykt XV utworzył Delegaturę Apostolską w Albanii. Zanikła ona w 1945, gdy władzę w Albanii przejęli komuniści. Po nawiązaniu stosunków dyplomatycznych pomiędzy Stolicą Apostolską a Albanią, 16 stycznia 1991 św. Jan Paweł II utworzył Nuncjaturę Apostolską w Albanii.

## Przedstawiciele papiescy w Albanii

### Delegaci apostolscy w Albanii
- abp Ernesto Cozzi (1920–1926) Włoch
- abp Giovanni Battista della Pietra SI (1927–1936) Włoch
- abp Ildebrando Antoniutti (1936–1938) Włoch
- abp Leone Giovanni Battista Nigris (1938–1947) Włoch; od 1940 także administrator apostolski południowej Albanii; de facto wydalony z kraju w 1945

### Nuncjusze apostolscy w Albanii
- abp Ivan Dias (1991–1996) Hindus; od 1992 także administrator apostolski południowej Albanii
- abp John Bulaitis (1997–2008) Brytyjczyk
- abp Ramiro Moliner Inglés (2008–2016) Hiszpan
- abp Charles John Brown (2017–2020) Amerykanin
- abp Luigi Bonazzi (2020–2025) Włoch